# Ceyssac
Ceyssac är en kommun i departementet Haute-Loire i regionen Auvergne-Rhône-Alpes i centrala Frankrike. Kommunen ligger i kantonen Le Puy-en-Velay-Ouest som tillhör arrondissementet Le Puy-en-Velay. År 2022 hade Ceyssac 439 invånare.

## Befolkningsutveckling
Antalet invånare i kommunen Ceyssac
| Referens: INSEE |